# چارلی داوسون
چارلی داوسون (انگلیسی: Charlie Dawson؛ زادهٔ 7 April 1883) بازیکن فوتبال است.